# Xã Hudson, Quận McLean, Illinois
Xã Hudson (tiếng Anh: Hudson Township) là một xã thuộc quận McLean, tiểu bang Illinois, Hoa Kỳ. Năm 2010, dân số của xã này là 2.571 người.